# آمار پزشکی
آمار پزشکی (به انگلیسی: Medical statistics) به کاربرد آمار در پزشکی و علوم بهداشتی، شامل همه‌گیرشناسی، بهداشت عمومی، پزشکی قانونی و تحقیقات بالینی می‌پردازد.

## آمار دارویی
آمار دارویی (به انگلیسی: Pharmaceutical statistics) به کاربرد آمار در مسائل مربوط به صنعت داروسازی می‌پردازد که طراحی آزمایش، تجزیه و تحلیل آزمایش‌های مواد مخدر و تجاری‌سازی دارو را شامل می‌شود.
نهادهای تخصصی بسیاری در ارتباط با این زمینه وجود دارد؛ از جمله:
- فدراسیون اروپایی آماردانان صنایع دارویی (به انگلیسی: European Federation of Statisticians in the Pharmaceutical Industry) یا EFSPI
- آماردانان صنایع دارویی (به انگلیسی: Statisticians In The Pharmaceutical Industry) یا PSI

### در ایران
در ایران، اداره کل نظارت بر امور دارو و مواد مخدر سازمان غذا و دارو وزارت بهداشت، درمان و آموزش پزشکی علاوه بر نظارت بر کیفیت فراورده‌های موجود در بازار دارویی ایران، مسئولیت برنامه‌ریزی برای وجود مستمر این فراورده‌ها در بازار دارویی را نیز عهده‌دار است. این امر توسط اداره برنامه‌ریزی با هماهنگی و همکاری دیگر ادارهای تابعه اداره کل انجام می‌گیرد.
این اداره با ایجاد بانک‌های اطلاعاتی و انجام هماهنگی بین بخش‌های مختلف تأمین‌کننده مانند شرکت‌های وارد کننده، تولیدکننده و پخش دارو و نظارت در راستای تنظیم بازار دارویی فعالیت می‌نماید. از سال ۱۳۸۲، برنامه‌ریزی تولید و واردات مطابق ضوابط و مقررات موجود، به شرکت‌ها و صنایع واگذار گردید. اداره برنامه‌ریزی اطلاعات واردات، تولید و فروش تمامی اقلام دارویی را جمع‌آوری و به صورت آمارنامه دارویی ارائه کرده‌است.

## آزمایش‌های آماری
- آزمون تی استیودنت
- آزمون خی‌دوی پیرسون
- احتمالات